# Saint-Usuge
Saint-Usuge es una población y comuna francesa, en la región de Borgoña, departamento de Saona y Loira, en el distrito de Louhans y cantón de Louhans.

## Demografía
| 1561 | 1455 | 1223 | 1116 | 1105 | 1052 |
| Para los censos de 1962 a 1999 la población legal corresponde a la población sin duplicidades (Fuente: INSEE [Consultar]) |      |      |      |      |      |